# Aneksyny
Aneksyny, lipokortyny – grupa białek o masie cząsteczkowej 28–73 kDa, wiążących odwracalnie jony wapniowe z fosfolipidami błony komórkowej.